# 姜師閔
姜師閔（16世紀—16世紀），字以孝，號懷吾，江西南昌府南昌縣夏岸人，明朝政治人物。

## 生平
姜師閔為人心慈而有才幹，隆慶初年自貢生從南京國子監畢業，是隆慶四年（1570年）庚午科應天鄉試第五十二名舉人，萬曆十一年（1583年）授景寧知縣，六年內革鹽舖戶、除寺租老人、開拓桑園、修築長堤、建立書院、鑄造祭器、招引流移、平均差役、減緩稅賦、嚴管吏書，又以雙倍物資鼓勵學子，協助貧困者成婚，自書在公署門口：「門以內清風凛凛，門以外和氣融融。」人稱「姜老佛」，陞台州通判，惠政使得人民為他立生祠，造海舶有功擢台州知府，三年後內召為王府教授，再陞南京國子監祭酒，辭官回鄉。

## 引用
1. 1 2  民國《南昌縣志·卷三十一·人物志二》：姜師閔，字以孝，夏岸人，隆慶初以明經肄業南雍，萬曆中由舉人任景寧知縣，六載興養立教、決訟無滯牘，通判台州多惠政，民為立生祠，造海舶有功擢台守，三載內召王府掌教，尋陞國子監祭酒，解組歸。
2. ↑  民國《南昌縣志·卷二十二·選舉志三》：科第下……明……隆慶四年庚午鄉試……姜師閔 夏岸人，順天【應天】中式，詳傳
3. ↑  同治《景寧縣志·卷八·宦績志》：姜師閔，字以孝，號懷吾，江西進賢人，舉人，萬厯十一年知縣，心慈政通，性敏才裕，其革鹽舖戶、除寺租老人、拓桑園、築長堤、建書院、鑄祭器、招流移、均差役、減贖穀、嚴吏書，此皆犖犖之大者，又如著搧事以訓民，延名儒以修志，諸生勤學者倍給膏火之資，貧而失配者為備婚媾之禮，德政多端美難縷述，自題於門云：「門以內清風凛凛，門以外和氣融融。」洵非虛語一時，有姜老佛之號焉，檄調松陽，士民奔轅泣留，後陞台州通判。